# جيمي غروف
جيمي غروف (3 يوليو 1979 في المملكة المتحدة - ) (بالإنجليزية: Jamie Grove)‏ هو لاعب كريكت بريطاني. لعب مع نادي مقاطعة ساسكس للكريكت ‏ ونادي مقاطعة ليسترشاير للكريكت ‏ ونادي مقاطعة سومرست للكريكت ‏.